# Barkat Gourad Hamadou
Barkat Gourad Hamadou (in arabo بركات غوراد حمادو; Tewao, 1º gennaio 1930 – Parigi, 18 marzo 2018) è stato un politico gibutiano.
È stato Primo ministro di Gibuti dall'ottobre 1978 al marzo 2001.